# 张善与

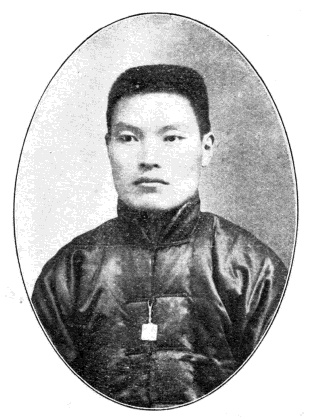

张善与（1882年—1969年），字绍平，号天放，河南新乡人。中华民国政治人物，古琴爱好者。

## 生平
清朝光绪八年（1882年）张善与出生。光绪33年（1907年）中秀才。后官费留学日本，入早稻田大学政治经济科。辛亥革命时，他回国，1912年任河南谘议局代表，列席南京临时参议院。1913年，他当选民元国会众议院议员。国会停开后，他再次到日本留学，并加入中华革命党。后来他曾著书讽刺袁世凯帝制之议。1916年国会第一次恢复，他仍任众议院议员。1917年，他任护法国会众议员。1922年国会第二次恢复，他仍任众议院议员。
后来他曾任中国国民党河南省党部执行委员、党务指导委员及设计委员。 1933年他在任中国国民党河南省党部常务委员。其间，他任河南《民国日报》社社长。抗日战争中，他任河南省临时参议会参议员，并被聘为国民参政会第四参政员。1946年11月他任制宪国民大会河南区域代表。到台湾后，他任执业律师。1969年2月6日，张善与逝世。
1940年代末，他是中州琴社的成員。